# Mount Marriott
Mount Marriott är ett berg i Kanada.   Det ligger i provinsen British Columbia, i den sydvästra delen av landet, 3 500 km väster om huvudstaden Ottawa. Toppen på Mount Marriott är 2 545 meter över havet, eller 28 meter över den omgivande terrängen. Bredden vid basen är 0,09 km.
Terrängen runt Mount Marriott är huvudsakligen mycket bergig. Trakten runt Mount Marriott är nära nog obefolkad, med mindre än två invånare per kvadratkilometer.. 
I omgivningarna runt Mount Marriott växer i huvudsak barrskog.